# Kanton Le Mée-sur-Seine
Kanton Le Mée-sur-Seine is een voormalig kanton van het Franse departement Seine-et-Marne. Het kanton maakte deel uit van het arrondissement Melun. 
 Het werd opgeheven bij decreet van 18 februari 2014 met uitwerking in maart 2015 en in zujn geheel opgenomen in het kanton Savigny-le-Temple.

## Gemeenten
Het kanton Le Mée-sur-Seine omvatte de volgende gemeenten:
- Le Mée-sur-Seine, 21 217 inwoners (hoofdplaats)
- Cesson, 7 699 inwoners
- Vert-Saint-Denis, 7 493 inwoners
- Boissise-la-Bertrand, 889 inwoners
- Boissettes, 427 inwoners